# Catacamas (ort)
Catacamas är en ort i Honduras.   Den ligger i departementet Departamento de Olancho, i den centrala delen av landet, 160 km nordost om huvudstaden Tegucigalpa. Catacamas ligger 449 meter över havet och antalet invånare är 44 198.
Terrängen runt Catacamas är varierad. Runt Catacamas är det ganska tätbefolkat, med 214 invånare per kvadratkilometer. Catacamas är det största samhället i trakten. Omgivningarna runt Catacamas är en mosaik av jordbruksmark och naturlig växtlighet.